# Majken (film)
Majken är en svensk dramakortfilm från 2008 i regi av Andrea Östlund. Filmen bygger på en novell med samma namn i novellsamlingen Pappersväggar av John Ajvide Lindqvist, och i rollerna ses bland andra Lena Granhagen, Malin Ek och Gerd Hegnell.

## Handling
Dolly ringer upp KF och klagar över att kålroten är inplastad. Majken är den som svarar och snart ingår Dolly i Knyckarfacket, ett gäng damer som bedriver snatteriverksamhet.

## Rollista
- Lena Granhagen – Dolly
- Malin Ek – Majken
- Gerd Hegnell – Ragna
- Björn Andersson – äldre polis
- Henrik Vikman	– yngre polis
- Bengt Eklund – Börje
- May Atterbring – snattare
- Iris Nordin – snattare
- Inger Grönlund – snattare
- Jonas Öberg – väktare
- Mikael Jansson – väktare

## Om filmen
Ajvide Lindqvists novell Majken finns med i dennes novellsamling Pappersväggar från 2006. Novellen omarbetades till filmmanus av Helene Lindholm och Lindholm var även producent tillsammans med Marianne Gray. Filmen spelades in i Stockholm med en budget på 1 500 000 svenska kronor. Fotograf var Geir Hartly Andreassen, kompositör Lisa Nordström och klippare Kristina Meiton. Filmen hade premiär den 29 januari 2008 på Göteborgs filmfestival och visades senare samma år i Sveriges Television och på Uppsala kortfilmsfestival. 2011 visade Uppsala kortfilmsfestival filmen på nytt.
Filmen fick år 2009 motta flera priser. Granhagen fick pris för bästa skådespelare vid en festival i Almería en Corto i Spanien. Filmen fick även ett hedersomnämnande vid 7th Festival Signes de Nuit i Paris och andra pris i "narrative category" vid Befilm the Underground Film Festival i New York.

## Musik
- "Undone", framförd och komponerad av Lisa Nordström.[1]